# Joseph Gregor

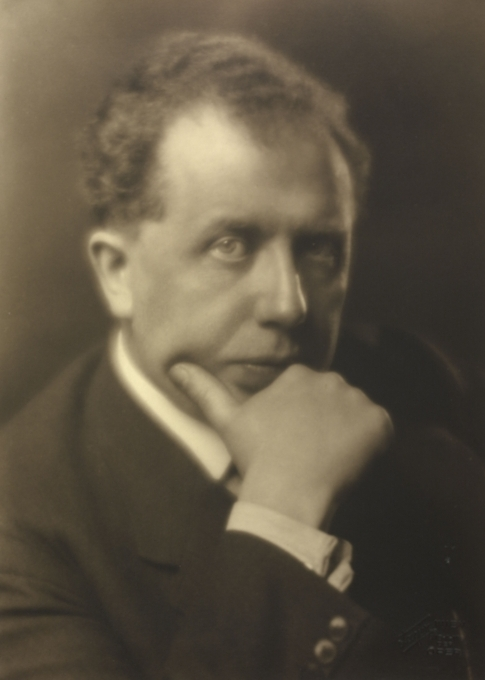

Joseph Gregor, född den 26 oktober 1888 i Czernowitz, Ukraina, död den 12 oktober 1960 i Wien, var en österrikisk teaterhistoriker, författare och librettist.

## Biografi
Gregor studerade musikvetenskap och filosofi vid universitetet i Wien och tog sin examen 1911. Han arbetade under Max Reinhardt som regiassistent och 1912 till 1914 som föreläsare i musik vid Franz-Josephs-universitetet i Czernowitz.
Gregor arbetade under åren 1918 - 1953 vid Österrikes Nationalbibliotek i Wien, där han grundade Teatersamlingen 1922 och i denna, efter 1929, även inkluderade film. Han undervisade också åren 1932 – 38 och 1943 – 45 vid Max-Reinhardt-seminariet.
Gregor blev kontroversiell i sin roll under nazisttiden. Han införde inte enbart en ”gåva” av delar av Stefan Zwiegs autografsamling i Teatersamlingen, utan förvärvade dessutom Helene Richters teatersamling till Nationalbiblioteket. 

### Samarbetet med Richard Strauss
Ett år efter nazisternas maktövertagande i Tyskland flydde den judiska librettisten Stefan Zweig och lämnade Richard Strauss till att leta efter en ny librettist. På rekommendation av Zweig skrev Gregor tre libretton åt Strauss: Friedenstag (1938), Daphne (1938) och Die Liebe der Danae (1944), samt bidrog till texterna till Capriccio (1942) och den postuma operan Des Esels Schatten.

### Författarskap
Gregor var en av de ledande teatervetarna under sin tid. Han skrev flera standardverk som Der Schauspielführer, tillsammans med Margret Dietrich och Wolfgang Greissenegger, vilken senare reviderats och återutgivits. Han skrev dessutom hyllade biografier om Alexander den store, William Shakespeare och Richard Strauss.